# John Whitney, Sr.
Pour les articles homonymes, voir Whitney.
John Hales Whitney, Sr., né le 8 avril 1917 à Pasadena en Californie et décédé le 22 septembre 1995 à Los Angeles, est un musicien, un cinéaste expérimental et un pionnier de l'art informatique américain. Il est considéré de nos jours comme le père de la conception d'image assistée par ordinateur.

## Formation
Il étudie au Pomona College (Université Claremont) en Californie où il s’intéresse particulièrement aux arts, à la photographie ainsi qu'à la musique. Par la suite, John passe un an (1937-1938) à Paris où il étudie la photographie et les techniques de musique dodécaphonique d'Arnold Schönberg auprès du compositeur René Leibowitz. Durant cette année, John vient à côtoyer des artistes qui l'influenceront dans le reste de sa carrière comme László Moholy-Nagy, Marcel Duchamp et Vladimir Rodchenko. C'est à son retour aux États-Unis en 1939 qu'il entame son exploration de la combinaison entre la musique et l'image qu'il désigne comme Digital Harmony.

## Les frères Whitney
En 1941, John Whitney Sr. ainsi que son frère James commencent leur production de films expérimentaux abstraits dans leur garage d'Altadena. Ils ont pour ambition de créer de la musique audio-visuelle en synchronisant des transformations de formes abstraites à des sons électroniques et en utilisant des formes musicales de base pour l'articulation de leurs films.
Entre 1941 et 1943, les frères Whitney travaillent sur une première série de séquences animées qu'ils nomment Variations. Cette série présente des séquences animées constituées de formes géométriques et de courbes en mouvement obtenues à l'aide de dessins à échelle réduite. La technique qu'ils emploient est semblable à celle d'Oskar Fishchinger, mais les frères améliorent ce processus en concevant une méthode de composition graphique et d'enregistrement de sons synthétiques en relation avec les images produites. Pour ce faire, John conçoit une tireuse optique pour leur caméra 8 mm ainsi qu'une machine analogique complexe composée d'un pendule de Foucault de 12 pieds et de vingt-neuf obturateurs à vitesses différentes connectés à l'imprimante optique. La machine est utilisée pour la création de films puisqu'elle leur permettait de capturer la lumière plutôt que des images en émettant simultanément des sons. John désigne cette machine comme un "instrument audio-visuel". Ce système lui permet de contrôler le rythme et la permutation des animations utilisées dans les séquences de films de leurs projets.
Entre 1943 et 1945, les frères Whitney complètent un film segmenté en cinq parties Five Abstract Film Exercises, Studies in Motion et, en 1949, ils présentent celui-ci au Festival de cinéma expérimental de Belgique. Il leur vaudra un prix pour leur travail avec le son. Chaque partie de ce film présentait des effets différents: la première présentait une forme courbée tridimensionnelle qui se transformait pour devenir plate, la deuxième et troisième présentaient des effets stroboscopiques sur une moitié ou bien sur tout l'écran, la quatrième jouait sur la variation de la profondeur de l'écran et la cinquième présentait une alternance rythmée de couleurs.
Ce film attire l'attention de Solomon Guggenheim à New York et James se rendra dans cette ville pour présenter leur projet au MoMA. À partir de ce moment, les deux frères vont faire carrière séparément.

## Carrière solo
À la fin des années 1940, John produit une série de films en solo en utilisant des trames sonores déjà existantes et en combinant la technique de cut-out avec des motifs obtenus par la diffraction de lumières dans un bassin d'huile. Ces motifs dans l'huile étaient réalisés par un stylet dessinant sur la surface de l'huile.
Au début des années 1950, John Whitney partage son temps entre expériences personnelles sur films 16 mm et travail pour la télévision. En 1952, il écrit, dirige et produit des films pour Douglas Aircraft sur des missiles guidés. La même année, il va également produire des publicités pour la télévision et se joindre au studio d'animation commerciale United Productions of America (UPA). De 1955 à 1956, il dirige une émission en collaboration avec Ernest Pintoff pour le compte de UPA, The Gerald McBoing-Boing Show. Cette émission présentait une collection de courtes animations produites par Fred Crippen et certaines séquences abstraites produites par Whitney. Cette émission qui devait durer sept ans, selon le contrat avec CBS, est retirée des ondes après seulement trois mois en raison du manque d'audience et de fonds.
En 1956, John achète un M-5 (puis plus tard un M-7 dont il réutilise des pièces), permettant de contrôler la trajectoire de missiles, dans une vente de surplus dont il se sert pour la construction de son premier ordinateur analogique mécanique. Cette idée lui provient de son travail à Lockheed pendant la Deuxième Guerre mondiale. Il se dit que si la trajectoire d'un pistolet peut être calculée par un équipement, ce système peut permettre de créer une œuvre d'art avec un traceur dont la trajectoire serait déterminée. Cet ordinateur analogique était une machine à dessiner suivie par un système automatique permettant le mouvement d'une caméra autour d'une œuvre. Il était plus précisément composé d'une série de trois tables rotatives, d'un système de caméra et d'autres surfaces servant à la pré-programmation d'images et de séquences animées dans un environnement aux axes multiples. Lorsque mis en marche, les tables tournaient sur elles-mêmes et simultanément sur d'autres axes en se déplaçant horizontalement devant le champ de la caméra qui pouvait elle-même tourner ou zoomer vers le haut ou le bas. La caméra pouvait photographier à une vitesse de huit images par seconde et un cycle de la machine durait neuf secondes. Pour capturer les images, il suffisait d'ouvrir l'obturateur de la caméra durant toute la séquence ou bien par intermittence dépendamment de l'effet voulu. John Whitney appelle sa création Analog Cam Machine. Elle est terminée par son fils John Jr. qui s'est occupé des composantes électroniques.
En 1958, Saul Bass contacte John Whitney pour lui offrir de travailler avec lui sur le nouveau film d'Alfred Hitchcock, Vertigo. John va donc s'occuper de l'animation du générique d'entrée avec l'aide de son ordinateur analogique. Cette collaboration avec Saul Bass n'en reste pas là puisqu'il continue à travailler avec celui-ci jusqu'en 1961 pour les génériques d'entrée des émissions de télévision de Bob Hope et de Dinah Shore.
En 1960, il fonde sa propre société de production Motion Graphics Inc. produisant des séquences animées, des génériques d'entrée d'émissions de télévision et des annonces réalisés à l'aide de son ordinateur analogique. Pour démontrer ses techniques à des clients potentiels de sa société de production, John compile ses expérimentations et effets visuels perfectionnés à travers les années dans un catalogue visuel, maintenant considéré comme un film en soi, intitulé Catalogue (1961). Ce film permet à John de signer beaucoup de contrats, mais va également attirer l'attention du Dr Jack Citron de IBM qui était à l'époque la principale compagnie privée de développement des ordinateurs dans le monde.
En 1966, John est charmé par IBM qui le nomme premier artiste résident. Sa tâche est d'explorer le potentiel esthétique de l'infographie en utilisant un IBM 360 avec un écran graphique 2250 qu'IBM met à sa disposition. Citron va même créer un programme, Graphic Additions to Fortran (GRAF), spécifiquement pour Whitney et va être chargé de l'aider avec l'utilisation de cet ordinateur digital. Le premier film qu'il produit avec l'IBM 360 est Permutations (1968), une animation abstraite. En 1975, il donne naissance à une animation digitale, considérée comme son chef-d'œuvre, Arabesque, présentant des motifs issus de l'art arabe et maure sur une trame sonore de l'Alhambra.
En 1980, il publie un livre sur son processus artistique et sur la conception et manipulation d'images assistée par ordinateur dans une optique d'harmonie intitulé Digital Harmony: On the Complementarity of Music and Visual Art.
À la fin des années 1980, il quitte IBM et continue de travailler dans le but de développer un ordinateur qui pourrait générer du contenu visuel et musical en simultané. Avec l'ingénieur Jerry Reed, il crée le Whitney-Reed RDTD (radius differential theta differential), un programme de composition audio-visuelle. Dans les années suivantes, malgré les efforts de John, il a de moins en moins de soutien pour de nouveaux projets. Il recevra une dernière offre d'une université japonaise sur son lit de mort et s'éteint le 22 septembre 1995.

## Œuvres (sélection)
- 1941-1943: Variations (en collaboration avec James Whitney)
- 1943-1945: Five Abstract Film Exercises, Studies in Motion (en collaboration avec James Whitney)
- 1952: Mozart Rondo (Travail avec l'huile)
- 1961: Catalogue
- 1968: Permutations
- 1971-1972: Matrix I,II,III
- 1975: Arabesque
- 1979: Permutations II (réédition de Permutations sur l'IBM 360)
- 1989-1995: Moondrum. Twelve Works for Videodisc (réalisé avec le Whitney-Reed RDTD)

## Expositions (sélection)
- 1948: Présentation de Five Abstract Film Exercises, Studies in Motion au MoMa (New York)
- 1957: Présentation sur sept écrans assemblés pour le dôme géodésique de Buckminster Fuller (Moscou)
- 1967: Rétrospective mondiale du cinéma d’animation à l'Université Georges Williams (aujourd'hui Concordia) (Montréal)
- 2005: Visual Music au MOCA (Los Angeles)

## Distinctions
- 1948: Membre de la Guggenheim Fellowships
- 1949: Prix au Festival de cinéma expérimental de Belgique pour Five Abstract Film Exercises, Studies in Motion
- 1962: Nommé membre de la Fondation Graham pour les études supérieures des beaux-arts